# اکبرپور، کانپور دیهات
اکبرپور (به انگلیسی: Akbarpur, Kanpur Dehat) یک منطقهٔ مسکونی در هند است که در اوتار پرادش واقع شده‌است.

## خصوصیات
اکبرپور کنپور دهات ۱۷٬۳۶۸ نفر جمعیت دارد.